# Tartarus (aranya)
|  | Per a altres significats, vegeu «Tàrtar (mitologia)». |

Tartarus és una espècie d'aranyes araneomorfs de la família dels estifídids (Stiphidiidae). Fou descrit per primera vegada per M.R, Gray l'any 1973.
Les seves espècies són endèmiques de l'oest d'Austràlia. Es troben en coves de la plana de Nullarbor.

## Taxonomia
Segons el World Spider Catalog amb data de 13 de gener de 2019 té quatre espècies reconegudes:
- Tartarus mullamullangensis Gray, 1973
- Tartarus murdochensis Gray, 1992
- Tartarus nurinensis Gray, 1992
- Tartarus thampannensis Gray, 1992